# Cnemolia marshalli
Cnemolia marshalli är en skalbaggsart som beskrevs av Stefan von Breuning 1935. Cnemolia marshalli ingår i släktet Cnemolia och familjen långhorningar.
Artens utbredningsområde är Kenya. Inga underarter finns listade i Catalogue of Life.